# Karl-August Tiirmaa
Karl-August Tiirmaa (ur. 7 lipca 1989 w Võru) – estoński kombinator norweski.

## Lata młodości
Narciarstwo klasyczne zaczął uprawiać w wieku 9 lat pod wpływem starszych sióstr.

## Kariera
W 2008 zajął trzecie miejsce w zawodach drużynowych na otwartych letnich mistrzostwach Estonii w skokach narciarskich. W sezonie 2008/2009 został mistrzem kraju w kombinacji norweskiej. W 2009 wystartował na mistrzostwach świata, na których zajął 9. miejsce w zawodach drużynowych, 39. w zawodach indywidualnych (skocznia normalna/bieg na 10 km), 55. w biegu ze startu masowego i 52. w zawodach indywidualnych (skocznia duża/bieg na 10 km). W sezonie 2009/2010 został wicemistrzem Estonii w tej dyscyplinie. Osiągnięcie to powtórzył w kolejnym sezonie. W 2011 wystąpił na mistrzostwach świata, na których był 12. w zawodach drużynowych, 40. w zawodach indywidualnych (skoki na skoczni normalnej i bieg na 10 km) i 44. w zawodach indywidualnych (skocznia duża/10 km). Wygrał również zawody drużynowe podczas letnich mistrzostw Estonii w skokach narciarskich. W 2012 ponownie został wicemistrzem kraju w kombinacji norweskiej. W 2013 wziął udział w mistrzostwach świata, na których zajął 11. miejsce w zawodach drużynowych, 52. w zawodach indywidualnych (skocznia normalna/10 km) i 45. w zawodach indywidualnych (skocznia duża/10 km), a także był 4. w zawodach indywidualnych i 3. w zawodach drużynowych na letnich mistrzostwach kraju w skokach narciarskich. W 2014 wystartował na igrzyskach olimpijskich, na których wystartował w skokach na skoczni normalnej i biegu na 10 km oraz skokach na skoczni dużej i biegu na 10 km. W pierwszej konkurencji zajął 44. miejsce ze stratą 4:39,0 s do zwycięzcy, Erica Frenzla, a w drugiej był 44. ze stratą 4:17,9 s do zwycięzcy, Jørgena Gråbaka.

## Życie prywatne
Oprócz ojczystego języka estońskiego potrafi porozumieć się po angielsku i fińsku.

## Osiągnięcia

### Igrzyska olimpijskie
| Miejsce | Dzień     | Rok  | Miejscowość | Konkurencja           | Wynik zwycięzcy | Strata  | Zwycięzca]      |
| ------- | --------- | ---- | ----------- | --------------------- | --------------- | ------- | --------------- |
| 44.     | 12 lutego | 2014 | Soczi       | Gundersen HS106/10 km | 23:50,2         | +4:39,0 | Eric Frenzel    |
| 44.     | 18 lutego | 2014 | Soczi       | Gundersen HS140/10 km | 23:27.5         | +4:17.9 | Jørgen Gråbak   |
| 43.     | 14 lutego | 2018 | Pjongczang  | Gundersen HS109/10 km | 24:51,4         | +5:13,8 | Eric Frenzel    |
| 45.     | 20 lutego | 2018 | Pjongczang  | Gundersen HS140/10 km | 23:52,5         | +6:09,5 | Johannes Rydzek |

### Mistrzostwa świata
| Miejsce | Dzień     | Rok  | Miejscowość   | Konkurencja              | Wynik zwycięzcy | Strata  | Zwycięzca           |
| ------- | --------- | ---- | ------------- | ------------------------ | --------------- | ------- | ------------------- |
| 55.     | 20 lutego | 2009 | Liberec       | Start masowy HS100/10 km | 0,0             | +3:44,2 | Todd Lodwick        |
| 39.     | 22 lutego | 2009 | Liberec       | Gundersen HS100/10 km    | 24:22,3         | +4:26,2 | Todd Lodwick        |
| 9.      | 26 lutego | 2009 | Liberec       | Sztafeta HS134/4x5 km    | 48:32,3         | +5:19,2 | Japonia             |
| 52.     | 28 lutego | 2009 | Liberec       | Gundersen HS134/10 km    | 23:36,6         | +5:38,9 | Bill Demong         |
| 44.     | 26 lutego | 2011 | Oslo          | Gundersen HS106/10 km    | 25:19,2         | +4:23,6 | Eric Frenzel        |
| 12.     | 28 lutego | 2011 | Oslo          | Sztafeta HS106/4x5 km    | 48:07,8         | +5:42,2 | Austria             |
| 40.     | 2 marca   | 2011 | Oslo          | Gundersen HS134/10 km    | 25:31,6         | +4:32,7 | Jason Lamy Chappuis |
| 52.     | 22 lutego | 2013 | Val di Fiemme | Gundersen HS106/10 km    | 29:13,2         | +6:26,9 | Jason Lamy Chappuis |
| 11.     | 24 lutego | 2013 | Val di Fiemme | Sztafeta HS106/4x5 km    | 57:34,0         | +5:18,2 | Francja             |
| 45.     | 28 lutego | 2013 | Val di Fiemme | Gundersen HS134/10 km    | 27:22,8         | +6:28,1 | Eric Frenzel        |
| 36.     | 20 lutego | 2015 | Falun         | Gundersen HS100/10 km    | 26:38,9         | +3:07,8 | Johannes Rydzek     |
| 10.     | 22 lutego | 2015 | Falun         | Sztafeta HS100/4x5 km    | 44:20,7         | +5:25,8 | Niemcy              |
| 46.     | 26 lutego | 2015 | Falun         | Gundersen HS134/10 km    | 22:45,8         | +5:21,6 | Bernhard Gruber     |
| 36.     | 24 lutego | 2017 | Lahti         | Gundersen HS100/10 km    | 26:19,6         | +2:32,6 | Johannes Rydzek     |
| 9.      | 26 lutego | 2017 | Lahti         | Sztafeta HS100/4x5 km    | 47:57,3         | +3:39,7 | Niemcy              |
| 45.     | 1 marca   | 2017 | Lahti         | Gundersen HS130/10 km    | 26:41,6         | +6:06,3 | Johannes Rydzek     |

### Puchar Świata

#### Miejsca w klasyfikacji generalnej
- sezon 2009/2010: niesklasyfikowany
- sezon 2010/2011: niesklasyfikowany
- sezon 2011/2012: niesklasyfikowany
- sezon 2012/2013: niesklasyfikowany
- sezon 2013/2014: 60.
- sezon 2014/2015: niesklasyfikowany
- sezon 2015/2016: niesklasyfikowany
- sezon 2016/2017: 67.
- sezon 2017/2018: 66.

#### Miejsca na podium chronologicznie
Jak dotąd zawodnik nie stawał na podium indywidualnych zawodów Pucharu Świata.

### Puchar Kontynentalny

#### Miejsca w klasyfikacji generalnej
- sezon 2005/2006: niesklasyfikowany
- sezon 2006/2007: niesklasyfikowany
- sezon 2007/2008: niesklasyfikowany
- sezon 2008/2009: 91.
- sezon 2009/2010: 77.
- sezon 2010/2011: 68.
- sezon 2011/2012: niesklasyfikowany
- sezon 2012/2013: 106.
- sezon 2013/2014: 38.
- sezon 2014/2015: nie brał udziału
- sezon 2015/2016: 90.
- sezon 2016/2017: 54.
- sezon 2017/2018: 104.

#### Miejsca na podium chronologicznie
Jak dotąd zawodnik nie stawał na podium indywidualnych zawodów Pucharu Kontynentalnego.

### Letnie Grand Prix

#### Miejsca w klasyfikacji generalnej
- 2010: niesklasyfikowany
- 2011: niesklasyfikowany
- 2012: 50.
- 2013: niesklasyfikowany
- 2014: niesklasyfikowany
- 2015: nie brał udziału
- 2016: niesklasyfikowany
- 2017: (55.)[22]

#### Miejsca na podium w zawodach
Jak dotąd zawodnik nie stawał na podium indywidualnych zawodów LGP.